# ヴィルドジャルタ
ヴィルドジャルタ（Vildhjarta）は、2005年にギタリストのDaniel BergströmとJimmie Åkerström、そしてベーシストのJohan Nybergによって結成されたスウェーデンのジェントバンド。
名前の由来はスウェーデンで人気のあるテーブルトークRPG、「Drakar och Demoner」に登場する巨大な森「Vildhjärta」(スウェーデン語)から取ったものであり、この単語を英訳すると「Wild Heart」となる。

## 略歴
2009年にファーストEP『Omnislash』を自主リリース。その後、2011年にはセンチュリー・メディア・レコードと契約した。この時、バンド内や当時のインタビューでは「自分達の音楽はヘヴィでダークなサウンドである」という方針がはっきりしていたため、バンド側は「クリーンボーカルは自分達の音楽性にフィットしない」という理由でRobert Lucianiに脱退するよう頼んだ（現在も両者の関係は良好である）。そして代わりにVilhelm Bladinを新ボーカルとして迎え入れ、同年の11月にはコンセプト・アルバムのデビュー作『Måsstaden』をセンチュリー・メディア・レコードからリリースした。
その後しばらく、バンドはデビュー・アルバム『Måsstaden』を引っさげ、インド、ロシア、ヨーロッパなどでライブを行う。
2012年、バンド側はJimmie Åkerströmに対しても脱退を頼む（現在も両者の関係は良好である）。またInvictus Guitarsによるエンドーズ契約のオファーを断った。
2013年9月30日、セカンドEP『Thousands Of Evils』をセンチュリー・メディア・レコードからリリースした。

## 音楽性
2009年にリリースしたファーストEP『Omnislash』ではRobert Lucianiによるハイトーンのメロディックなクリーンボイス・グロウルとDaniel Ädelによるスクリーチが入り乱れるスタイルであったが、現在ではクリーンボイスをほとんど排除し、新ボーカルとして加入したVilhelm BladinのグロウルとDaniel Ädelのスクリーチによるツインボーカルスタイルでアグレッションを重視した音楽性となっている。
またクリーントーンのギターによって奏でられるもの哀しい・鬱々としたメロディーやアルペジオ、メシュガーのようなヘヴィなサウンドと不規則なリズムのギターリフ、不協和音やチョーキングの多用などもあり、楽曲は総じてダーク・邪悪な雰囲気となっている。

## その他
バンド側がよく使う単語やグッズに入れる単語として「thall」があるが、この発祥はDaniel及びCalleがMMORPG・World of Warcraftの掲示板で見つけた「Thrall」という北欧風の敵キャラクター名をミススペルしたものが元となっている。また北欧でのThrallの本来の用法も相まって彼らにとっては二重に可笑しかったようである。このミススペリングを非常に可笑しがった彼らは、バンドの音源をWeb上に投稿する際に、当時巻き起こっていたこの新しいジャンル（ジェントを参照）を何と呼ぶべきかという論争をおちょくる意味で「thall」のタグを頻繁に用いたことからファンの間にも広まった。使いかたの例としては「Vildjharta is a true thallent. (ヴィルドジャルタは本物のスァイ能だ)」など。

## メンバー

### 現在のメンバー
- Daniel Ädel - ボーカル (2007年- )
- Vilhelm Bladin - ボーカル (2011年- )
- Daniel Bergström - ギター・メインコンポーザー (2005年- )
- Calle Thomer - ギター (2009年- )
- Johan Nyberg - ベース (2005年- )
- Buster Odeholm - ドラム (2014年- ) ※Humanity's Last Breathでも活動

### 旧メンバー
- David Lindkvist - ドラム (2008年-2014年) ※Terminal Functionでも活動
- Robert Luciani - ボーカル (2008年-2011年) ※現在はMeans Endで活動
- Jimmie Åkerström - ギター (2005年-2012年) ※現在はSuspended Animationで活動

## ディスコグラフィ

### スタジオ・アルバム
- Måsstaden (2011年)
- Måsstaden under vatten (2021年)

### EP
- Omnislash (2009年)
- Thousands Of Evils (2013年)

## ミュージック・ビデオ
- "Dagger"[10]
- "Benblåst"[11]

## 外部サイト
- 公式ウェブサイト（英語）
- センチュリー・メディア・レコード内公式プロフィール（英語）
- 公式Facebookページ（英語）
- 公式ツイッターアカウント（英語）
- 公式マイスペース（英語）